# Шалинский заказник (Свердловская область)
Шалинский заказник — государственный зоологический охотничий заказник в Шалинском и Нижнесергинском районах Свердловской области. Заказник площадью 6 тысяч гектаров организован 11 ноября 1957 года в целях акклиматизации, воспроизводства и повышения численности бобра.

## География
Заказник занимает 200-метровую полосу по каждому берегу реки Вогулка и её притоков первого порядка: Малый Лип, Борок, Бизь, Юрмыс, Вязовка, Малиновая Речка, Кобылья Речка, Соболевка, Паленка, Безымянка, Рубленка, Гладкая, Куара, Норока, Коровка, Курья, Коломенка, Устиновка, Черемша, Быструха, Куимовка, Банный Лог, Некешина Речка, Нижний Киляш, Средний Киляш, Верхний Киляш, Берёзовая, Чёрная, Вороновка.

## Задачи заказника
Основными задачами заказника являются обеспечение целостности естественных сообществ, сохранение и поддержание биологического разнообразия, организация охраны бобра, норки, выдры, ондатры и их воспроизводства. В заказнике охраняются также индивидуальные участки обитания филина.